# Rynchobanchus maculicornis
Rynchobanchus maculicornis är en stekelart som beskrevs av Sheng, Liu och Wang 1995. Rynchobanchus maculicornis ingår i släktet Rynchobanchus och familjen brokparasitsteklar. Inga underarter finns listade i Catalogue of Life.